# 村山慶輔
村山 慶輔（むらやま けいすけ、1976年-）は、日本の実業家、インバウンドビジネスコンサルタント。株式会社やまとごころ代表取締役。兵庫県神戸市出身。日本初のインバウンド専門ポータルサイト「やまとごころ.jp」を運営。2017年より経済産業省「JAPANブランド等プロデュース支援事業」シニアプロデューサーを務めるほか、インバウンドの専門家として、2019年内閣府観光戦略実行推進有識者会議メンバーをはじめ、観光最先端観光コンテンツインキュベーターモデル事業選定委員などを務める。

## 人物
1976年、兵庫県神戸市に生まれる。アメリカ合衆国ウィスコンシン大学マディソン校在学中に、国際ビジネスサークル「AIESEC」に参加、20ヵ国以上を旅行。世界100カ国以上の大学生リーダーと交流を深める。大学卒業後は、インド・チャンディガールのシステム開発会社にてインターンに従事。その間インド各地を訪問し、地域の小中学校で日本文化に関する講演を行う。2000年アクセンチュアに入社。グローバルマーケティング戦略や地域活性化などの多くのプロジェクトに従事した後、2006年に独立。2007年インバウンド観光に特化したB to Bのインターネットサイト「やまとごころ.JP」を立ち上げる。2012年、株式会社やまとごころを設立。
インバウンドビジネスの専門家として2019年内閣府観光戦略実行推進有識者会議メンバーをはじめ、観光最先端観光コンテンツインキュベーターモデル事業選定委員などを務めるほか、「ワールドビジネスサテライト」、「NHKワールド」など国内外のメディアへ出演。また年間100回を超える講演を行っている。『超・インバウンド論』（JTBパブリッシング）、『インバウンドビジネス集客講座』（翔泳社）､『観光再生 - サステナブルな地域をつくる28のキーワード』（プレジデント社）など8冊の著書がある。

## インバウンド需要に対する見方
村山は、インバウンドはバブルではなく、トレンドであるとし、インバウンドという新たなマーケットが、日本経済や地方自治体の経済成長の原動力となると考えており、「インバウンド需要は歓迎するが、インパクトはそこまで大きくない」 という見方に対して、インバウンド需要のもたらす経済効果として以下を上げ反論している。
- 単純に売上げだけではなくお金に換算できない経済成長のエネルギーになる。一例として、インバウンド客を積極的に誘客 したことで、自地域のコンテンツの見直しができ、自分たちの魅力を"再発見"することで日本人客も増えた事例を上げている。さらに経済成長につながる3つの効果として、以下を上げている[8]。

1、「魅力の再発見」
2、「地域企業の活性化」、
3、「資本流入によるイノベーションが起こる」
- 地方経済への影響。外国人が好む地域が、東京や大阪、京都、 福岡、北海道、沖縄といった先入観を持つ日本人は多いが、現在ではそうではなく、外国人観光客は、かつてないほど「地方」に行きたいと考えている。これは訪日客の属性が「団体旅行」から「個人旅行」への移行が急加速しており、自国ではあり得ない風景や体験を求めている。日本で有名かどうかは関係なく、自国とのギャップが大きいところほど行きたいと考えている[8][4][9][10]。

以上2点を鑑み、地方自治体が担うべき役割として、以下を上げている。
- 自治体が主導する形で、横のつながりを強化し、旅行の動線を網の目のように張り巡らせていくべき。特にまだ訪日客が少ない地域の場合は、民間プレイヤーの意識は低いため、インバウンド市場の可能性や外国人目線で見た自地域の評価分析や近似する他地域での成功事例などの客観的情報を共有すべき[8][4]。
- 自地域の魅力あるコンテンツの発掘と、当該コンテンツに対してのニーズがあるマーケットを把握し、情報発信することが重要。マーケットのニーズを把握するための具体的な手法として「旅行博で旅行に関わるさまざまなプレイヤーや消費者と接点を持つ」、「ファムトリップ（観光地の誘致促進のため、海外から関係者を招聘して 行う視察旅行）で海外のキープレイヤーを招へいし、魅力の発掘を行う」などを上げている[8]。
- 二次交通の整備。団体から個人へと旅行者の属性がシフトしているため、鉄道、バス、タクシー、レンタカーなどの二次交通の予約・購入の簡便化、標識・サイン等の多言語化、従業員の教育などの環境整備が必要[7][8]。

自治体や地域でインバウンド施策を行う際の注意として、村山は「なんでもある」とPRしない。お金を使ってもらう仕掛けを作る。「日本人だけで考える」、「外国人目線だけで考える」のではなく、地域の思いと外国人目線の両方を合致させるべきである、などを上げている。その上で、消費してもらうためにはモノを売るための努力が必須で、さらにはモノにコトを絡める工夫が求められるとする。
また、村山はラグビーワールドカップ2019、2020年東京オリンピック・2020年東京パラリンピック、2021年ワールドマスターズゲームズ関西、ゴールデンスポーツイヤーズの到来がインバウンドを加速すると考えている。

## 略歴
- 1976年 - 兵庫県神戸市に生まれる。
- ウィスコンシン大学マディソン校卒業。在学中、異文化交流に強い関心を持ち、20ヵ国以上を旅行。大学卒業後、インドにて半年間のインターンシップを経験。
- 2000年 - 経営コンサルティングファーム「アクセンチュア（当時アンダーセン・コンサルティング）」に入社。国や行政のシステム開発、通信系企業のマーケティングに従事。
- 2006年 - アクセンチュアを退社。株式会社やまとごころを設立。
- 2007年 - 日本初のインバウンド専門ポータルサイト「やまとごころ.jp」を開設。ホテル、小売・飲食業、自治体向けに情報発信、教育・研修、コンサルティングサービスなどを提供。
- 2013年 - 朝日新聞社AERA編集部選「アジアで勝つ日本人100人」に選出[13]。
- 2017年
  - 経済産業省「JAPANブランド等プロデュース支援事業」シニアプロデューサーに着任。
  - 10月20日開業の、東京・新宿のコワーキングスペース「INBOUND LEAGUE（インバウンドリーグ・主宰／小田急不動産）」をプロデュース。インバウンドの象徴的な施設として2018年グッドデザイン賞を受賞[14][15][16]。
  - 11月16日、インバウンド人材専門求人サイト「やまとごころキャリア」の登録会員数が、10,000人を突破[17]。
- 2019年 - 内閣府観光戦略実行推進有識者会議メンバー、観光庁最先端観光コンテンツインキュベーターモデル事業選定委員、スポーツ庁・武道ツーリズム研究会委員、観光庁・文化庁・スポーツ庁主催「スポーツ文化ツーリズムアワード」審査委員に着任[18]。

その他

## 役職
- 一般社団法人自治体国際化協会 プロモーションアドバイザー
- 一般社団法人東北インアウトバウンド連合 アドバイザー
- 一般社団法人日本ゴルフツーリズム推進協会 理事
- 一般社団法人アニメツーリズム協会 理事
- 一般社団法人アジアインバウンド観光振興会 理事
- 一般社団法人 宿泊施設関連協会 理事
- 一般社団法人インバウンド・デジタルマーケティング協議会 副理事長
- NPO法人 日本文化体験交流塾 理事
- 株式会社Ctrip International Travel Japan 特別顧問

以上

## 著書
- 『インバウンドビジネス入門講座 第2版 訪日外国人観光攻略ガイド』（2016年3月2日、翔泳社）[19]
- 『インバウンドビジネス集客講座』（2017年6月17日、翔泳社）[3][19]
- 『インバウンドビジネス入門講座 第3版 訪日外国人観光攻略ガイド』（2018年4月9日、翔泳社）[5][19]
- 『超・インバウンド論』（2018年8月31日、JTBパブリッシング）[3][19]
- 『訪日外国人観光ビジネス入門講座 沸騰するインバウンド市場攻略ガイド』 [19]
- 『地方創生のためのインバウンド対応実践講座』（2018年10月、株式会社きんざい）[20]
- 『インバウンド対応 実践講座 「エリア目線」で成果を最大化する成長戦略』（2020年3月13日、翔泳社）[21]
- 『観光再生 - サステナブルな地域をつくる28のキーワード』（2020年11月16日、プレジデント社）[6]

## 参考サイト
- 国際文化研究2018夏 研修1 インバウンドによる地域経済の活性化/自治体の海外戦略～インバウンドなどの展開～「インバウンド需要」が地域経済に もたらす3つの効果と3つの落とし穴 株式会社やまとごころ代表取締役兼インバウンド戦略アドバイザー 村山 慶輔